# Raízes (álbum de Negra Li)
Raízes é o quarto álbum de estúdio da cantora e compositora Negra Li.

## Produção
Quase cinco anos depois de Tudo de Novo (2012), seu terceiro disco de estúdio, Negra Li entra em estúdio juntamente com vários produtores musicais para a produção do seu novo trabalho. Resgatando as suas origens, como o próprio nome diz, Li se reúne com os produtores Pedro Lotto, Caio Paiva, Duani e Gustah para produzirem Raízes.
Para o primeiro single, Malandro Chora foi escolhida. Com a composição da própria, a canção foi liberada em 21 de Setembro juntamente com um videoclipe, com um refrão que gruda na cabeça, a letra fala sobre um rapaz que cede aos encantos de Negra, mesmo não querendo.

## Recepção da crítica
Cleber Facchi para Miojo Indie, dando nota 8,3, faz elogios: “Instantes em que Negra Li vai da rima política ao pop descompromissado sem necessariamente fazer disso o estímulo para uma obra confusa, menor. Pelo contrário, poucas vezes antes um registro entregue pela artista paulistana pareceu tão completo, reflexo da profunda maturidade e refinamento estético que orienta cada elemento do álbum.”.
| Críticas profissionais | Críticas profissionais |
| Avaliações da crítica  | Avaliações da crítica  |
| Fonte                  | Avaliação              |
| ---------------------- | ---------------------- |
| Miojo Indie            | 8.3                    |
| G1                     | 1/2                    |

Mauro Ferreira para o G1 elogia: “Em Raízes (disco produzido por coletivo integrado por Pedro Lotto, Caio Paiva, DJ Gustah e Duani), Negra Li reencontra o fio da meada, fazendo a própria cabeça no sentido metafórico e também no literal, haja visto o belo penteado da foto da capa do álbum.”.
O portal da Red Bull elegeu como o "2º Melhor Disco de 2018".

## Faixas
| N.º | Título                             | Duração |  |
| 1.  | "Venha"                            |         |  |
| 2.  | "Raízes" (feat. Rael)              |         |  |
| 3.  | "Mina"                             |         |  |
| 4.  | "Uma Dança" (feat. Gaab)           |         |  |
| 5.  | "Sexta"                            |         |  |
| 6.  | "Eclipse Lunar" (feat. Seu Jorge)  |         |  |
| 7.  | "Malandro Chora"                   |         |  |
| 8.  | "Meu Juízo"                        |         |  |
| 9.  | "Somos Iguais" (feat. Cynthia Luz) |         |  |
| 10. | "Mãos Pequenas"                    |         |  |
| 11. | "Nossos Sonhos"                    |         |  |